# مقال مصور

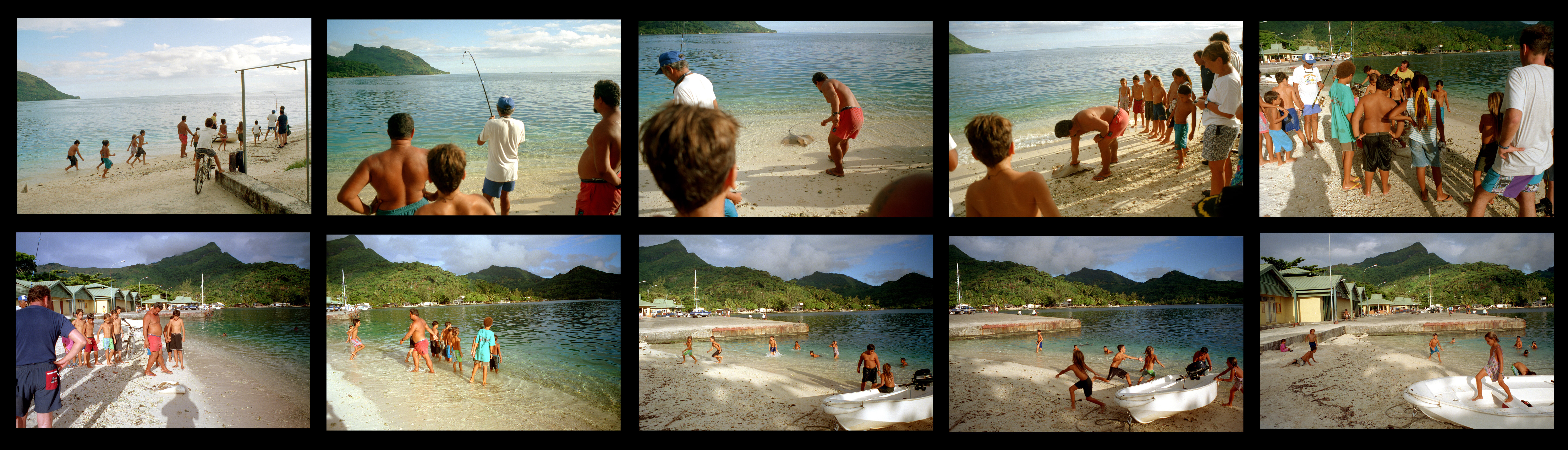
"بعد المدرسة أوقفنا اللعب بعد اصطياد ستينغاري وإعادته" مقالة مصورة بتسلسل زمني

مقالة صور أو مقالة مصورة هي مجموعة أو سلسلة من الصور الفوتوغرافية، التي تهدف لتروي قصة أو تستحضر سلسلة من المشاعر في المشاهد. غالبًا ما تظهر المقالة المصورة الصور في مراحل عاطفية عميقة. ويتراوح تصنيفها ما بين مجموعة من الصور الفوتوغرافية وحسب، إلى صور مع تعليقات أو ملاحظات صغيرة عليها، حتى نص كامل مع القليل أو الكثير من الصور المصاحبة للمقال. يمكن للصور في المقالات المصورة أن تكون متسلسلة معدة؛ للمشاهدة بترتيب معين، أو بلا ترتيب بحيث يمكن مشاهدتها كلها في مرة واحدة أو بترتيب، حسب رغبة المشاهد.[بحاجة لمصدر]